# Clayton (Missouri)
Clayton – miasto w Stanach Zjednoczonych, we wschodniej części stanu Missouri, siedziba administracyjna St. Louis.
Liczba mieszkańców w 2000 roku wynosiła 12 838.